# Test de convergence
En mathématiques, les tests de convergence sont des méthodes de test de la convergence, de la convergence absolue ou de la divergence d'une série {\textstyle \sum a_{n}}. Appliqués aux séries entières, ils donnent des moyens de déterminer leur rayon de convergence.

## Liste de tests

### Limite des termes
Pour que la série converge, il est nécessaire que {\displaystyle \lim _{n\to \infty }a_{n}=0}. Par conséquent, si cette limite est indéfinie ou non nulle, alors la série diverge. 
La condition n'est pas suffisante, et, si la limite des termes est nulle, on ne peut rien conclure.

### Test de convergence absolue
Toute série absolument convergente converge.

### Test de comparaison directe
Si la série {\textstyle \sum b_{n}} est absolument convergente et {\displaystyle |a_{n}|\leq |b_{n}|} pour n suffisamment grand, alors la série {\textstyle \sum a_{n}} converge absolument.
Application aux suites équivalentes
Si {\displaystyle a_{n},b_{n}>0} et si {\displaystyle a_{n}\sim b_{n}}, alors {\textstyle \sum a_{n}} converge si et seulement si {\textstyle \sum b_{n}} converge.

### Règles de d'Alembert et de Cauchy

#### Règle de d'Alembert
Ce test est également connu comme le critère de d'Alembert.
Supposons qu'il existe {\displaystyle r} tel que
{\displaystyle \lim _{n\to \infty }\left|{\frac {a_{n+1}}{a_{n}}}\right|=r.}
Si r < 1, alors la série est absolument convergente. Si r > 1, alors la série diverge. Si r = 1, le test de ratio n'est pas concluant, et la série peut converger ou diverger.

#### Règle de Cauchy
Ce test est également connu comme le test de la racine n-ième.
Soit 
{\displaystyle r=\limsup _{n\to \infty }{\sqrt[{n}]{|a_{n}|}}},
où {\displaystyle \limsup } désigne la limite supérieure (qui peut être {\displaystyle +\infty }).
Si r < 1, alors la série converge. Si r > 1, alors la série diverge. Si r = 1, le test n'est pas concluant, et la série peut converger ou diverger.

#### Comparaison des deux règles
La règle de Cauchy est plus forte que la règle de d'Alembert (car la condition requise est plus faible) : chaque fois que la règle de d'Alembert détermine la convergence ou la divergence d'une série infinie, la règle de Cauchy le fait aussi, mais la réciproque est fausse.
Par exemple, pour la série
{\displaystyle 1+1+{\frac {1}{2}}+{\frac {1}{2}}+{\frac {1}{4}}+{\frac {1}{4}}+{\frac {1}{8}}+{\frac {1}{8}}+\dots =4},
la convergence peut se déduire de la règle de Cauchy, mais pas de celle de d'Alembert.

### Comparaison série-intégrale
La série peut être comparée à une intégrale pour établir sa convergence ou sa divergence. Soit {\displaystyle f:\left[1,\infty \right[\to \mathbb {R} } une fonction monotone.
La série {\textstyle \sum f(n)} converge si et seulement si l'intégrale impropre {\displaystyle \int _{1}^{\infty }f(x)\,\mathrm {d} x} converge.

### Test de Dirichlet
Si :
- {\displaystyle (a_{n})} est une suite réelle monotone de limite nulle et
- {\displaystyle (b_{n})} est une suite de nombres complexes dont la suite {\textstyle \left(\sum _{k\leq n}b_{k}\right)_{n}} des sommes partielles est bornée,

alors {\textstyle \sum a_{n}b_{n}} converge.
Ce théorème a deux corollaires importants :

#### Test desséries alternées
Si :
1. {\displaystyle (-1)^{n}a_{n}} est de signe constant,
2. {\displaystyle \lim _{n\to \infty }a_{n}=0},
3. la valeur absolue de chaque terme est inférieure à la valeur absolue du terme précédent,

alors {\textstyle \sum a_{n}} est convergente.
Ce test est également connu comme le critère de Leibniz.

#### Test d'Abel
Si :
1. {\displaystyle (a_{n})} est une suite monotone et bornée et
2. {\textstyle \sum b_{n}} est une série convergente,

alors {\textstyle \sum a_{n}b_{n}} est aussi convergente.

### Test deRaabe-Duhamel
Soit {\textstyle \sum a_{n}} une série de réels strictement positifs.
- Si {\displaystyle {\frac {a_{n+1}}{a_{n}}}\leq 1-{\frac {b}{n}}} pour un certain {\displaystyle b>1} (indépendant de {\displaystyle n}), alors {\textstyle \sum a_{n}} converge.
- Si {\displaystyle {\frac {a_{n+1}}{a_{n}}}\geq 1-{\frac {1}{n}}}, alors {\textstyle \sum a_{n}} diverge.

### Test de Bertrand
Soit {\textstyle \sum a_{n}} une série de réels strictement positifs.
- Si {\displaystyle {\frac {a_{n}}{a_{n+1}}}\geq 1+{\frac {1}{n}}+{\frac {b}{n\ln n}}} pour un certain {\displaystyle b>1} (indépendant de {\displaystyle n}), alors {\textstyle \sum a_{n}} converge.
- Si {\displaystyle {\frac {a_{n}}{a_{n+1}}}\leq 1+{\frac {1}{n}}+{\frac {1}{n\ln n}}}, alors {\textstyle \sum a_{n}} diverge.

### Test de condensation de Cauchy
Soit {\displaystyle (a_{n})} une suite positive décroissante.
Soient {\textstyle A=\sum _{n\geq 1}a_{n},A^{*}=\sum _{k\geq 0}2^{k}a_{2^{k}}\in \left[0,+\infty \right]}. Alors, {\displaystyle A\leq A^{*}\leq 2A}. En particulier :
{\textstyle \sum a_{n}} converge si et seulement si {\textstyle \sum 2^{k}a_{2^{k}}} converge.
Ce test s'applique par exemple à l'étude des séries de Riemann et des séries de Bertrand.

## Convergence de produit
Soit {\textstyle \left(a_{n}\right)} une suite de réels positifs. Alors le produit infini {\textstyle \prod (1+a_{n})} converge si et seulement si la série {\textstyle \sum a_{n}} converge. Similairement, si {\displaystyle 0<a_{n}<1}, alors la limite {\textstyle \prod (1-a_{n})} est non nulle si et seulement si la série {\textstyle \sum a_{n}} converge.
Cela peut être prouvé en prenant le logarithme du produit et en utilisant le test des suites équivalentes (voir supra).